# Miconia lachnoclada
Miconia lachnoclada är en tvåhjärtbladig växtart som beskrevs av John Julius Wurdack. Miconia lachnoclada ingår i släktet Miconia och familjen Melastomataceae. IUCN kategoriserar arten globalt som sårbar.
Artens utbredningsområde är Peru. Inga underarter finns listade i Catalogue of Life.